# Block Island (Schiff, 1943)
Die USS Block Island war ein Geleitflugzeugträger der United States Navy und gehörte der Bogue-Klasse an. Das Schiff wurde auf der Werft der Seattle-Tacoma Shipbuilding Corporation in Seattle (US-Bundesstaat Washington) im Auftrag der United States Maritime Commission am 19. Januar 1942 auf Kiel gelegt. Benannt wurde der Träger nach der Insel Block Island im gleichnamigen Block Island Sund vor der Küste des US-Bundesstaates Rhode Island. Ursprünglich war es geplant gewesen, das Schiff nur als Hilfsflugzeugträger mit der Kennung ACV-21 in Dienst zu nehmen. Nach dem Stapellauf am 6. Juni 1942 wurde die Block Island am 8. März 1943 jedoch als vollwertiger Geleitflugzeugträger in Dienst gestellt und erhielt deswegen am 15. Juli 1943 die letztendlich gültige Kennung CVE-21.

## Technische Details und Bewaffnung
Die Block Island war, wie alle anderen Einheiten der Bogue-Klasse, aus einem vormaligen zivilen Frachtschiffrumpf (C3-Schiff) heraus entstanden; die C3-Schiffe waren ab 1939 gebaut worden. Dies erklärt, weswegen das Schiff nur eine Welle und eine Schraube sowie ein Ruder besaß. Zwei 285-PSi-Foster-Wheeler-Kessel ermöglichten über eine Dampfturbine eine maximale Maschinenleistung von 8.500 WPS. Hiermit erreichte das Schiff im Dienst eine Höchstgeschwindigkeit von etwa 16,5 kn (31 km/h), wobei bei Probefahrten zuvor zeitweise bis zu 18 kn erzielt worden sein sollen (was allerdings im Kriegseinsatz später nicht mehr erreicht wurde). Wie alle Schiffe dieser Klasse war auch die Block Island nicht gepanzert.
An Bord befanden sich ab August 1942, also etwa ein halbes Jahr vor der Indienstnahme, zwei ältere 127-mm-Geschütze L/51 Mark 9 aus dem Jahre 1910, die allerdings im März 1943 gegen zwei modernere 127-mm-Geschütze L/38 Mark 12 aus dem Jahr 1934/35 ausgetauscht wurden. Ferner kamen bis Juli 1943 insgesamt 16 40-mm-Flak vom Typ Bofors in acht Zwillingslafetten und 27 einzeln aufgestellte 20-mm-Flak an Bord. Die Luftstreitkräfte an Bord umfassten neun (später zwölf) Jagdbomber vom Typ Grumman F4F Wildcat sowie zwölf Torpedobomber Grumman TBF, die anstelle der herkömmlichen Torpedos jedoch Wasserbomben sowie akustische Fido-Lufttorpedos mit sich führten. Diese 21 (später 24) Maschinen wurden zur bordeigenen Staffel VC-1 (composite squadron) zusammengefasst. Zum Einpeilen des Funkverkehrs von U-Booten wurde ab Sommer 1943 zudem eine sogenannte Huff-Duff-Funkpeilanlage an Bord installiert.

## Kriegseinsätze 1943 bis 1944
Nach ihrer Indienststellung und nach dem Abschluss der Probefahrten lief die Block Island im Oktober 1943, mit einem kriegsgemäßen Camouflage-Anstrich Ms-22 versehen und unter dem Kommando von Captain Logan C. Ramsey, von Norfolk (Virginia) aus und schloss sich der amerikanischen Atlantikflotte an. Nachdem das Schiff zunächst zwei Transportfahrten nach Großbritannien unternommen und 60 Jagdmaschinen dorthin transportiert hatte, bildete der Träger ab Herbst 1943, gemeinsam mit fünf Geleitzerstörern, die Hunter/Killer-Gruppe Task Group (TG) 21.11 und operierte in der Folgezeit im Mittelatlantik gegen deutsche U-Boot-Rudel.
Dabei gelang Flugzeugen der Block Island am 28. Oktober 1943 die Versenkung des deutschen U-Bootes U 220 (Oberleutnant z. S. Bruno Barber), wobei die gesamte Crew von 56 Mann mit dem Boot unterging, und am 17. März 1944 die Vernichtung des U-Bootes U 801 (Kapitänleutnant Hans-Joachim Brans) südwestlich von Kap Verde. Das Boot wurde von Avenger-Flugzeugen des Trägers mit einem Fido-Lufttorpedo zunächst tauchunfähig geschossen und schließlich von den zwei Geleitzerstörern Corry und Bronstein der Task Group mit Geschützfeuer versenkt, wobei zehn deutsche Seeleute ums Leben kamen. 47 Mann der Besatzung von U 801 wurden von Corry und Bronstein aus dem Wasser gefischt und als Kriegsgefangene an Bord von Block Island gebracht.

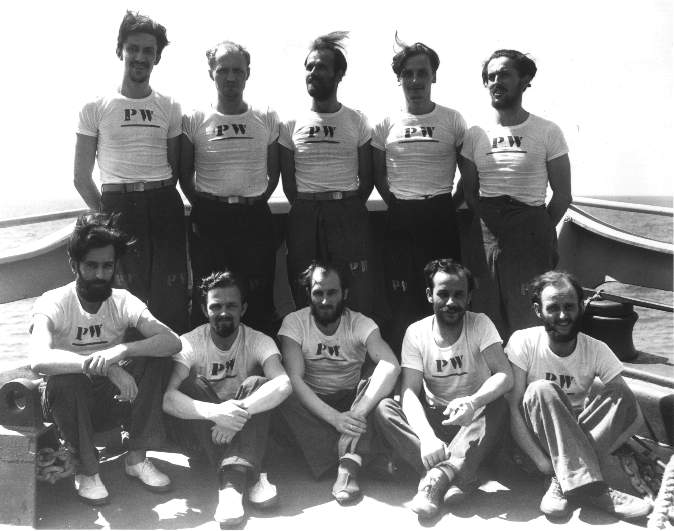
Gerettete Seeleute von U 66 an Deck der USS Block Island

Zwei Tage später, am 19. März 1944, versenkte fast im gleichen Seegebiet, etwa 110 Seemeilen westlich von Kap Verde, ein Wildcat-Jagdbomber mit zwei Bombenwürfen das deutsche U-Boot U 1059 (Oberleutnant z. S. Günter Leupold). Allerdings ging bei diesem Einsatz auch ein Flugzeug der Block Island verloren: Eine TBF Avenger (Lieutenant Norman G. Dowty) wurde bei einem der letzten Angriffsversuche auf U 1059 von der Flak des U-Bootes getroffen und stürzte ins Meer, wobei zwei Mann der Crew ertranken. Die Geleitzerstörer der TG 21.11 konnten später acht Mann der Besatzung des U-Bootes, darunter auch den Kommandanten, sowie einen Überlebenden der aus drei Mann bestehenden Avenger-Crew retten; 47 deutsche U-Boot-Fahrer fanden beim Untergang von U 1059 den Tod.
Am 6. Mai 1944 hatte die Block Island zudem Anteil an der Versenkung des deutschen U-Bootes U 66 (Oberleutnant z. S. Gerhard Seehausen), das nach einem Luftangriff des Trägers von dem zur TG 21.11 gehörenden Geleitzerstörer Buckley gestellt und versenkt werden konnte. Dabei starben 24 deutsche Seeleute, 36 konnten gerettet werden.

## Untergang
In den Abendstunden des 29. Mai 1944, etwa gegen 19:45 Uhr, durchbrach das ausmarschierende deutsche U-Boot U 549 (Kapitänleutnant Detlev Krankenhagen), das sich zu diesem Zeitpunkt auf dem Weg in Richtung der brasilianischen Küste befand, die Zerstörersicherung der Block Island, die zu diesem Zeitpunkt etwa 100 Seemeilen südwestlich der Kanarischen Inseln stand, und feuerte gegen 20:10 Uhr einen Fächer von vier Torpedos auf das Schiff ab. Um 20:13 Uhr trafen zwei Torpedos den Träger mittschiffs und verursachten starke Wassereinbrüche. Ein weiterer Torpedo von U 549 riss dem Geleitzerstörer Barr – der allerdings später eingebracht werden konnte – das Heck weg.
Obwohl die Lecksicherung zunächst den Träger über Wasser halten konnte, besiegelte ein dritter Torpedotreffer um 20:25 Uhr, dieser Torpedo stammte vermutlich aus dem Heckrohr von U 549, das Schicksal der Block Island. Gegen 20:33 Uhr erfolgte der Befehl zur Aufgabe des Schiffes. Da es zu keiner Folgeexplosion der Munition und des Treibstoffes kam, konnte der Träger relativ geordnet geräumt werden und die Crew fast gänzlich von den Sicherungszerstörern aufgenommen werden. Von 957 Besatzungsangehörigen der Block Island fanden insgesamt zehn den Tod (sechs Crewangehörige und vier Piloten von Grumman F4F, die es mit ihren Flugzeugen nicht mehr bis zu den Kanarischen Inseln schafften und ins Meer stürzten). Um 21:55 Uhr, knapp 100 Minuten nach dem ersten Angriff, kenterte die Block Island und sank.
Noch während die Block Island unterging, konnten zwei Geleitzerstörer der Jagdgruppe das ablaufende U-Boot U 549 orten und mit Wasserbomben versenken. Mit dem Boot ging die komplette Besatzung von 57 Seeleuten unter.

## Besonderheiten
Die Block Island war der einzige amerikanische Flugzeugträger, welcher im Zweiten Weltkrieg im Atlantik verloren ging. Ferner war es der einzige Träger der United States Navy, der einem Angriff eines deutschen U-Bootes zum Opfer fiel. Für Einsätze erhielt das Schiff mehrere Auszeichnungen, darunter zwei Battle Stars im Rahmen der alliierten Nordafrika- und Europa-Kampagne.
Zwölf Tage nach dem Untergang wurde, zu Ehren des gesunkenen Vorgängers, ein neues Schiff auf den Namen Block Island getauft. Es war ein Geleitträger der Commencement Bay-Klasse, der die Kennung CVE-106 erhielt.